# Río Paraná Ibicuy

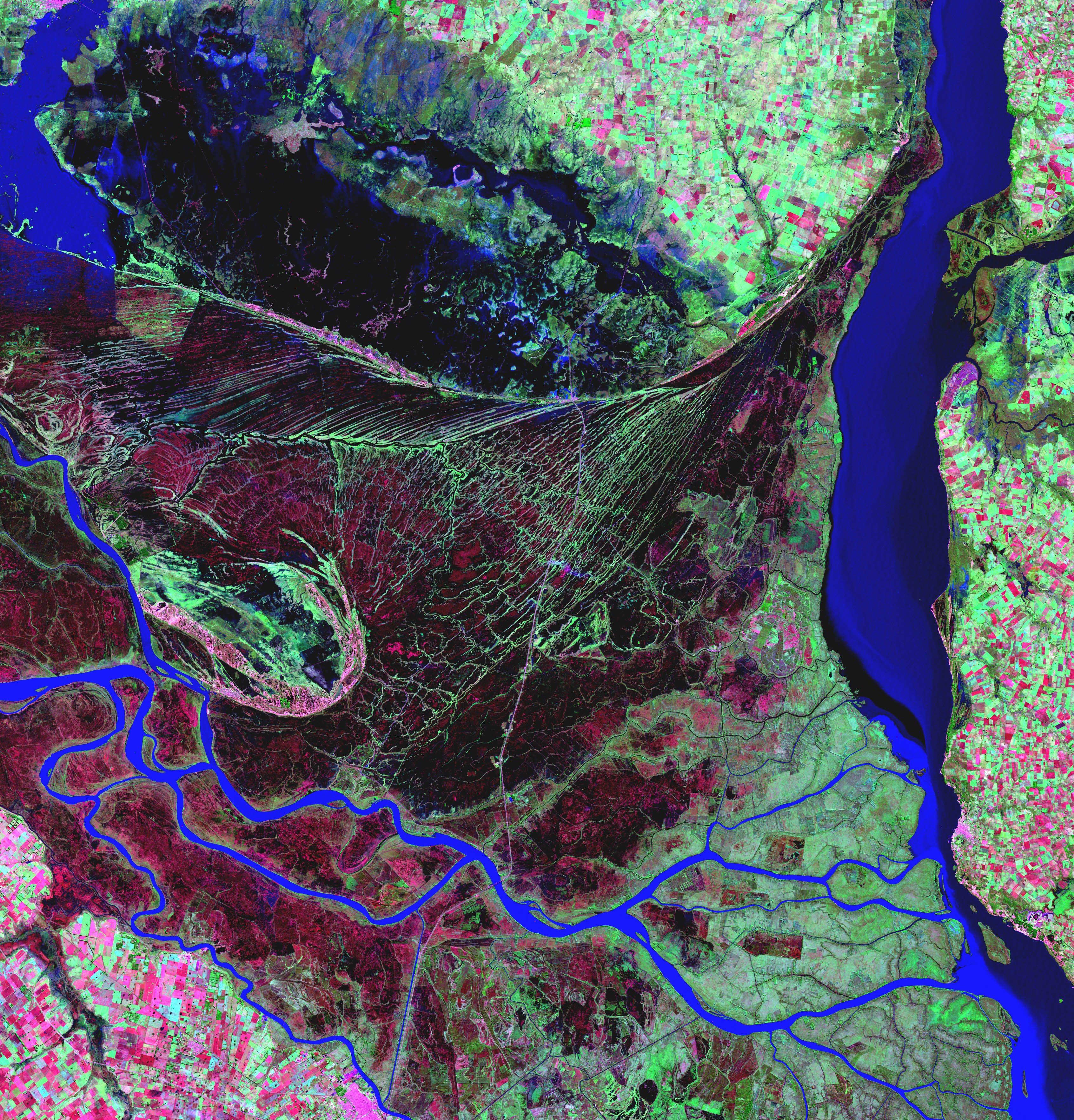
Imagen en falso color del Delta del Paraná.

Conocido como río Paraná Ibicuy, constituye uno de los brazos más importantes del Delta del Paraná. Es la continuación del Paraná Pavón.
Recorre el sur de Entre Ríos estableciendo el límite entre el Departamento Gualeguay y el Departamento Islas del Ibicuy. Bordea por el norte las islas Lechiguanas, en el Delta Medio.
Aguas abajo se desprende un brazo menor del delta, el río Paranacito. Finalmente, el Paraná Ibicuy confluye, en las cercanías de Puerto Ibicuy, con otro importante brazo del Delta, el río Paraná Guazú.
- Datos: Q6115510